# Лозоватая (Липовецкий район)
Лозова́тая (укр. Лозувата) — село на Украине, находится в Липовецком районе Винницкой области.
Код КОАТУУ — 0522283003. Население по переписи 2001 года составляет 561 человек. Почтовый индекс — 22533. Телефонный код — 4358.
Занимает площадь 3,087 км².

## Адрес местного совета
22533, Винницкая область, Липовецкий р-н, с. Лозоватая, ул. Ленина, 48